# Charadrius thoracicus
Il corriere fasciato o corriere del Madagascar (Charadrius thoracicus (Richmond, 1896)) è un uccello della famiglia Charadriidae, endemico del Madagascar.

## Distribuzione e habitat
Questo uccello vive e nidifica esclusivamente in Madagascar, in una fascia che va da nordovest (Mahajanga) a sudest (Tolagnaro), sebbene la ridotta popolazione (ca. 3000 individui) lo renda difficile da osservare.